# شاكر السماوي
شاكر السماوي شاعر شعبي وكاتب مسرحي عراقي ولد عام 1936 في محافظة الديوانية في العراق وتوفي في السويد 2014.

## عنه
اسمه الكامل هو شاكر عبد سماوي ومنه اشتق لقبه السماوي دون أن يكون لهذا الاسم علاقة بمدينة السماوة في العراق كما يخيل للقارئ أول مرة.
كان والده المتحدر من الريف قاسياً جدا وما ان بلغ الشاعر العاشرة من العمر قام والده بطرد زوجته وابنائها في الشارع...
اثرت هذه الحادثة في نفسه وتكوينه الشعري كثيراً...فقد وعى الشاعر مبكرا على الظلم والاستبداد ورفضه وتدريجياً انسحب من عالم البشر المظلم إلى رحاب الكتب. أخواه الشاعر عزيز السماوي والدكتور سعدي السماوي مثلوا معه ثالوثاً ثقافياً مشعاً منذ أوائل الستينات من القرن الماضي والعقود المتتالية. وهو خريج دار المعلمين العالية المسائية (كلية التربية) في بغداد مع أخاه الشاعر عزيز السماوي. ويعد واحد من أعمدة القصيدة الشعبية في العراق مع زملائه عريان السيد خلف وكاظم إسماعيل الكاطع ومظفر النواب واخرون. وكغيره من شعراء الخمسينيات وما بعدها..انضم إلى الحزب الشيوعي العراقي وكان من القياديين البارزين فيه مما سبب له الكثير من المشاكل وادى به إلى الارتحال إلى سوريا.

## نشاطه الفكري والسياسي
في الخامسة عشر من عمره فقط اصدر صحيفة باسم الصرخة كان رئيسا لتحريرها مع زملائه واختار من الجدار ورقا له. وصدرت اعداد منها وتشكلت لدى الطلبة مؤالفة بينهم وبينها فاذا كانت الصرخة تستصرخ الطلبة لكي يرفضوا الخنوع مهما كان مصدره المعلم أو الاب أو الشرطي وتدعوهم للتمرد كموقف حركي فقد ألبت على شاكر السماوي سلطات مجهولة الانتماء مختلفة الوجوه لعل أهونها وارحمها إدارة المدرسة فنودي عليه لكي يوقع تعهدا بعدم بذل أي نشاط لاصفي بعد أن يئسوا من استقدام ولي امره ليوقع التعهد.
في عمر الثامنة عشر فقط انتمى إلى حركة اليسار الطلابية والحزب الشيوعي العراقي ومبكرا دخل السجون السياسية ونال من التعذيب نصيبا كبيراً جاءت 1958 ليكون عمره ثلاثا وعشرين سنة فاذا احصيت عدد المرات التي سجن فيها وعذب حتى ذاك الوقت لكان الجواب ثماني مرات فقد دخل السجن ولما يبلغ الثالثة والعشرين وفي ديسمبر 1958 استقال شاكر من عضوية الحزب الشيوعي العراقي. واعلن أنه سيكرس نفسه للادب والكتابة والدفاع عن الفقراء الذين هو منهم.. 
أشتهر الشاعر بمعارفه الثقافية المتنوعة فقد كان الشاعر بارعاً في اللغة الإنكليزية ودرس اللاهوت والسياسة والاقتصاد والتاريخ والاساطير واللغة.

## هجرته واغترابه
سنة 1966 هاجر شاكر السماوي الهجرة الصغرى وشد الرحال باتجاه بغداد واكمل دراسته الجامعية البكالوريوس في قسم اللغة الإنجليزية ولكي يسد متطلبات الحياة الصعبة فقد مارس العمل الصحفي إلى جانب التدريس الثانوي وفي بغداد أصدر شاكر السماوي ديوانه الأول (احجاية جرح 1970) فكان صدوره بحق مرحلة جديدة في القصيدة الشعبية الجديدة محققا مبيعات كبيرة قياسا إلى مكتبة الشعر الشعبي 
وفي عام 1973 اصدر شاكر مجموعته الثانية رسايل من باجر 
كان تيار شاكر السماوي كاسحا لايجاريه سوى تيار شقيقه الاروع الشاعر الكبير عزيز السماوي 
ثم توالت الدواوين المطبوعة
- العشكَـ والموت وبنادم 1983
- تقاسيم 1989

وموهبة شاكر السماوي الكبيرة متعددة أيضا فمنذ 1958 تماهى مع الكتابة المسرحية فكتب عشرات المسرحيات ومثلت في العراق وسوريا واليمن والجزائر ولم يصدر مطبوعا من هذه المسرحيات سوى:
- رقصة الاقنعة 1986
- كوميديا الدم 1988
- القضية 1991

كان شاكر السماوي متوجسا من الأوضاع السياسية والأمنية في العراق فهاجر إلى الجزائر حيث عمل فيها مدرسا من1979 وبقي فيها اربع سنوات... لكنه غادر بلاد الجزائر في 1983 متوجها إلى سوريا ولبث في سوريا وهو لا يعرف إلى أين ستمضي به اقداره حتى جاءته موافقة دولة السويد على الإقامة فيها كان ذلك 1989. 
انضم كعضو في الاتحاد السويدي منذ أكتوبر 1990 وعضو اتحاد المسرحيين السويدي منذ أبريل 1993 وأصبح في فترة عضو الهيئة الإدارية لاتحاد الكتاب الأجانب.
وقام المستشرق الفنلندي نينو بيتر فايسن الأستاذ في جامعة يوتوبوري بإعداد دراسات واسعة عن الشاعر.
كتب الشعر الشعبي والشعر الفصيح والكثير من الدراسات.

## أعماله

### أعماله المطبوعة
أعماله المطبوعة فقط ولديه الكثير من الأعمال غير المطبوعة:
1. في الشعر الشعبي
2. احجاية جرح طبعة أولى النجف 1970
3. رسايل من باجر طبعة بيروت 1973
4. نشيد الناس طبعة بيروت 1982
5. العشكَـ والموت وبنادم طبعة دمشق 1984
6. تقاسيم طبعة دمشق 1989

### في المسرح
1. خبز وكرامة مثلت على مسرح الديوانية 1958
2. بشرى الثورة مثلت على مسرح الديوانية 1959
3. بقايا تحتضر منع عرضها رغم اجازتها 1960
4. صوت النخل مثلتها فرقة المسرح القومي العراقية على المسرح القومي بغداد 1971
5. ام الخير مسرح بغداد 1978
6. رقصة الاقنعة مثلتها فرقة المسرح الشعبي العراقية على مسرح بغداد 1979
7. القط أبو جزمة مسرح القباني والمسرح القومي السوري دمشق 1985
8. سفرة بلا سفر مسرح القباني مثلتها فرقة المسرح القومي السوري دمشق 1986
9. كوميديا الدم نص مسرحي دمشق 1988
10. القضية نص مسرحي كوبنهاكن 1991
11. في الفكر والنقد الاجتماعي والسيرة الذاتية
12. مقامات الغضب طبعة دمشق 1988